# Велопридатність

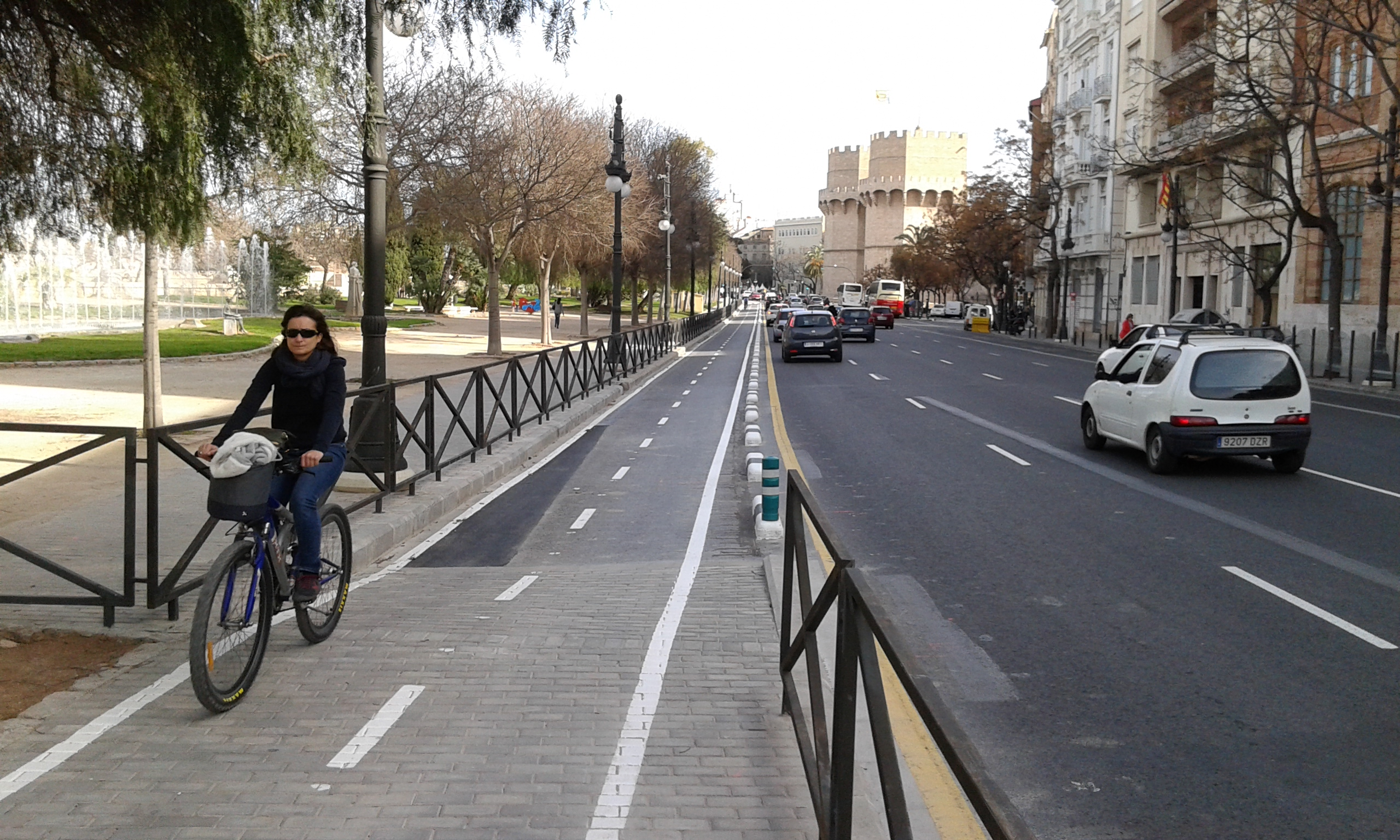
Захищена велосмуга, Валенсія

Велопридатність - це ступінь легкості пересування на велосипеді. Вищий ступінь придатності для велосипедних поїздок у містах пов’язаний, серед іншого, з перевагами для здоров’я людей, нижчим рівнем забруднення повітря та шуму, покращенням плавності руху або підвищенням продуктивності.

## Основні фактори

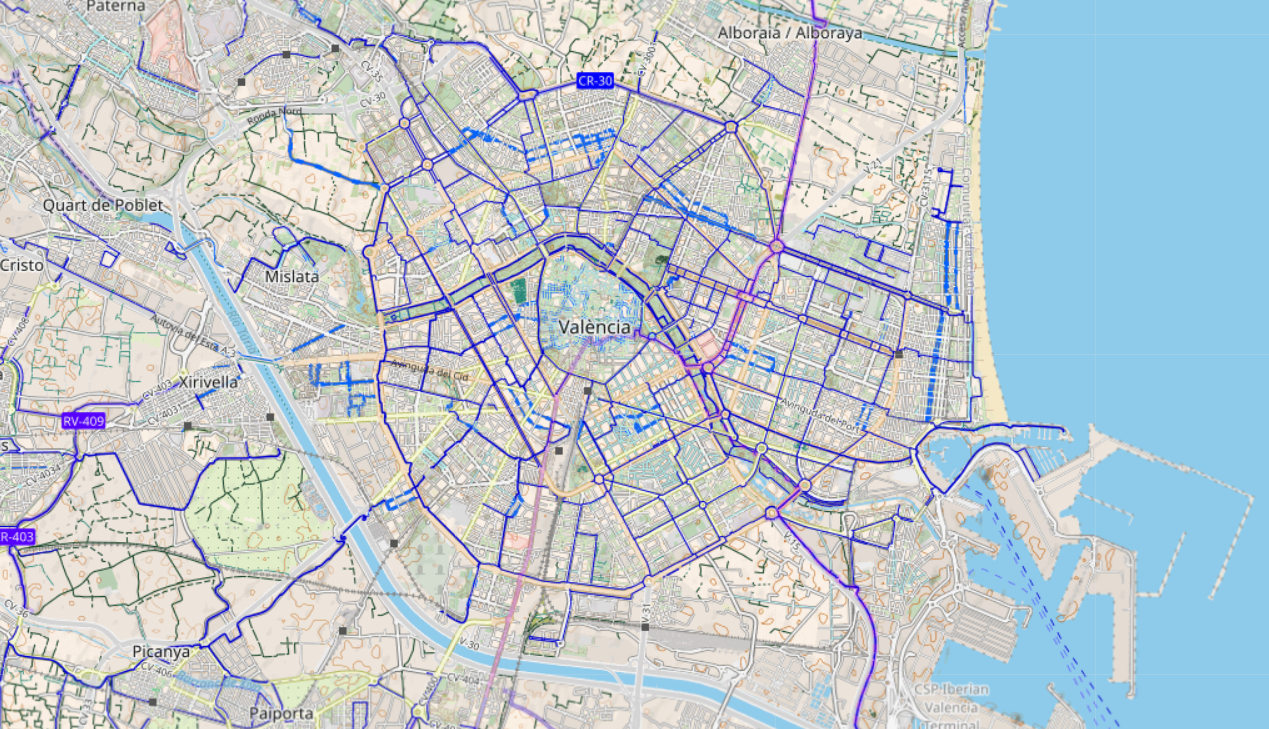
Карта велодоріжок міста Валенсія

Серед факторів, які впливають на дружність до велосипеда, є наступні:

### Безпека
Безпека велосипедних доріжок є обов’язковою вимогою для високої придатності для велосипедистів:
- Найбезпечніша велоінфраструктура – це та, яка відокремлена від моторизованого руху (велосипедні доріжки), за якими йдуть спільні доріжки та, нарешті, смуги, спільні для інших транспортних засобів;
- Ширина велосипедних доріжок має бути достатньою для того, щоб два велосипеди могли безпечно обганяти або розминатися один з одним;
- Видимість дороги повинна забезпечувати можливість передбачити можливі гальмування та перехрестя, уникаючи поворотів під прямим кутом;
- Перехрестя, у свою чергу, мають бути добре позначені як для велосипедистів, так і для моторизованого транспорту;
- Маршрути повинні уникати перешкод, таких як ліхтарні стовпи або лавки. Також уникайте перенесення велосипеда, наприклад, на сходах, у цьому випадку можна додати велосипедні пандуси;
- Тротуар має бути гладким, з низькими перешкодами, такими як бордюри, з матеріалів, які не створюють надто сильного опору, мають дренаж і не є слизьким під час дощу.

### Безперервність
Безперервна велосипедна мережа передбачає:
- Велосипедні доріжки мають охоплювати всю територію міста, щоби на велосипеді можна було проїхати якомога більше місць. В ідеалі велодоріжка має бути в межах 250 метрів від будь-якої точки міста;
- Велосипедні доріжки повинні бути постійно з'єднані одна з одною;
- Як у початковій, так і в кінцевій точці маршрутів повинні бути безпечні стоянки для велосипедів;
- Дизайн велодоріжок має бути уніфікованим, щоб усі громадяни могли швидко сприйняти використання цієї доріжки, уникаючи конфліктів;
- Маршрути повинні бути правильно позначені вказівниками, включно з пунктами призначення, пропонованими кожним із маршрутів.

### Прямота
Велосипеди приводяться в рух м'язовою силою людей, тому велосипедна мережа з високою придатністю повинна дозволяти прямий рух без великих зусиль:
- Маршрути між пунктами відправлення та пунктами призначення можна прокласти максимально лінійним способом без необхідності робити великі відхилення.
- Велосипедні доріжки мають проходити головними вулицями, оскільки на них зазвичай знаходиться більшість магазинів і служб.
- Вони повинні уникати або мінімізувати схили.
- Слід зменшувати кількість зупинок, таких як світлофори чи перехрестя, які потребують більших фізичних зусиль.

## Індикатори велопридатності
Одним із найкращих показників ступеня придатності до велосипеда є збалансоване співвідношення статі та віку, які щоденно користуються велосипедом. Жінки, діти та люди похилого віку є тими, хто більше сприймає незахищеність, тому, якщо місто має низьку велопридатність, вони не розглядатимуть велосипед як звичайний засіб пересування. Навпаки, склад велосипедистів, схожий на демографічну структуру, вказуватиме на те, що простір дуже велосипедний.

## Дивіться також
- Велоінфраструктура